# Černohorská hornatina
Černohorská hornatina (německy Schwarzenberger Hochland) je geomorfologický okrsek Krkonoš. Nachází se v jejich centrální části v severní části Královéhradeckého kraje v okresu Trutnov. Přestože je hornatina pojmenována po Černé hoře, nejvyšším vrcholem je Zadní Planina (1423 m).

## Geomorfologie
Černohorská rozsocha náleží do geomorfologického celku Krkonoš a podcelku Krkonošské rozsochy. Na jižní straně její svahy spadají do Vrchlabské vrchoviny, na západě jí od Žalského hřbetu odděluje tok Labe, na severu prochází hranice s Českým hřbetem dnem Dlouhého a Modrého dolu, na východě jí tok Úpy odděluje od Růžohorské hornatiny a od Rýchor. Dělí se na dva podokrsky (Stráženská rozsocha a Černohorská rozsocha), jejichž hranice je stanovena na tok Klínového potoka a Malého Labe.
| Geomorfologické členění Krkonoš                                                      | Geomorfologické členění Krkonoš | Geomorfologické členění Krkonoš                                                        |
| ------------------------------------------------------------------------------------ | ------------------------------- | -------------------------------------------------------------------------------------- |
| ČESKÁ VYSOČINA • Krkonošsko-jesenická subprovincie • Krkonošská oblast               |                                 |                                                                                        |
| KRKONOŠSKÉ HŘBETY                                                                    | Slezský hřbet                   | Západní Slezský hřbet (Vysoké kolo, 1510 m) Východní Slezský hřbet (Sněžka, 1603 m)    |
| KRKONOŠSKÉ HŘBETY                                                                    | Český hřbet                     | Západní Český hřbet (Kotel, 1435 m) Východní Český hřbet (Luční hora, 1556 m)          |
| KRKONOŠSKÉ ROZSOCHY                                                                  | Vilémovská hornatina            | Kapradnická hornatina (Bílá skála, 968 m) Rokytnická hornatina (Čertova hora, 1023 m)  |
| KRKONOŠSKÉ ROZSOCHY                                                                  | Vlčí hřbet                      | nečlení se (Vlčí hřeben, 1140 m)                                                       |
| KRKONOŠSKÉ ROZSOCHY                                                                  | Žalský hřbet                    | nečlení se (Mechovinec, 1081 m)                                                        |
| KRKONOŠSKÉ ROZSOCHY                                                                  | Černohorská hornatina           | Stráženská rozsocha (Zadní Planina, 1423 m) Černohorská rozsocha (Liščí hora, 1363 m)  |
| KRKONOŠSKÉ ROZSOCHY                                                                  | Růžohorská hornatina            | Růžohorská rozsocha (Růžová hora, 1396 m) Maloúpská rozsocha (Lysečinská hora, 1190 m) |
| KRKONOŠSKÉ ROZSOCHY                                                                  | Rýchory                         | nečlení se (Dvorský les, 1035 m)                                                       |
| VRCHLABSKÁ VRCHOVINA                                                                 | Janský hřbet                    | nečlení se (Zlatá vyhlídka S, 810 m)                                                   |
| VRCHLABSKÁ VRCHOVINA                                                                 | Lánovská vrchovina              | nečlení se (Sovinec, 765 m)                                                            |
| PROVINCIE • Subprovincie • Oblast / Celek / PODCELEK • Okrsek • Podokrsek • (vrchol) |                                 |                                                                                        |

## Vrcholy nad 1000 m n. m.

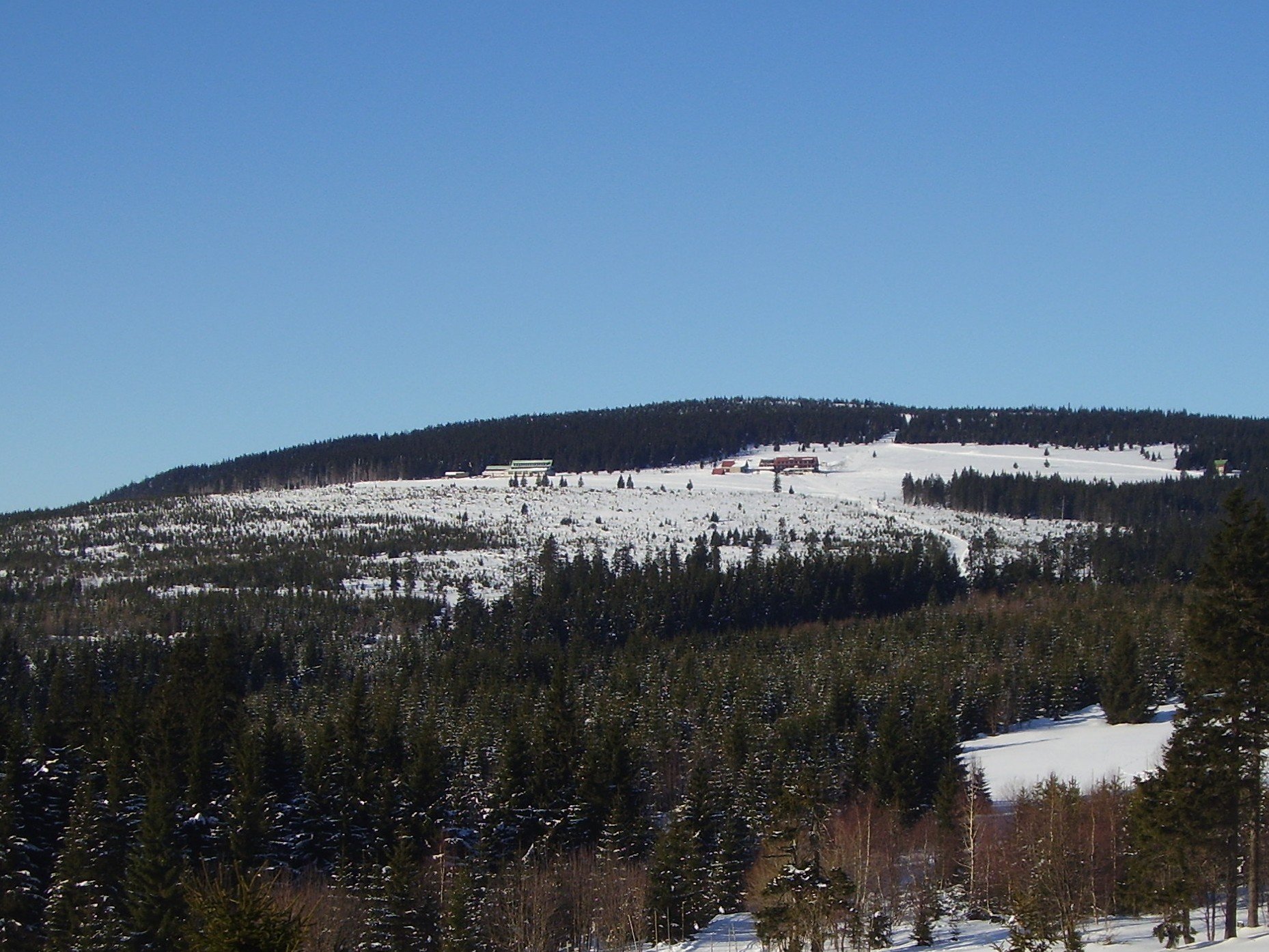
Liščí hora

- Zadní Planina (1423 m) - Černohorská rozsocha
- Liščí hora (1363 m) - Černohorská rozsocha
- Stoh (1319 m) - Stráženská rozsocha
- Světlý vrch (1316 m) - Černohorská rozsocha
- Černá hora (1300 m) - Černohorská rozsocha
- Světlá (1244 m) - Černohorská rozsocha
- Přední Planina (1198 m) - Stráženská rozsocha
- Slatinná stráň (1153 m) - Černohorská rozsocha
- Lesní hora (1129 m) - Černohorská rozsocha
- Vlašský vrch (1037 m) - Černohorská rozsocha
- Jelení vrch (1025 m) - Černohorská rozsocha
- Struhadlo (1007 m) - Stráženská rozsocha
- Javor (1002 m) - Černohorská rozsocha
- Špičák (1001 m) - Černohorská rozsocha

## Vodstvo
Západní stranu hornatiny omývá Labe a východní Úpa, centrální část odvodňuje Malé Labe.

## Vegetace
Souvislé monokulturní hospodářské smrčiny jsou v současnosti rozrušeny často rozsáhlými pasekami. Mezi vrcholy Liščí hory a Zadní Planiny roste Borovice kleč. Jsou zde četné luční enklávy (např. Lučiny, Hrnčířské boudy, Liščí louka, Přední a Zadní Rennerovky).

## Ochrana přírody
Celý prostor Černohorské hornatiny se nachází na území Krkonošského národního parku.

## Komunikace
Přes Černohorskou hornatinu nevede žádná veřejná komunikace. Četné jsou neveřejné zpevněné komunikace spojující jednotlivé luční enklávy mezi sebou a s obcemi na okrajích. Hornatinu pokrývá hustá síť značených turistických tras.

## Stavby
Rozsáhlejší zastavěné plochy se nacházejí pouze v prostorech obcí a měst v údolích přiléhajících k okrajům hornatiny (Pec pod Sněžkou, Horní Maršov, Janské Lázně, Černý Důl, Dolní Dvůr, Strážné a Špindlerův Mlýn). Na mnoha lučních enklávách stojí četné horské boudy a chalupy. Na Černé hoře a Hnědém vrchu se stojí rozhledny. Nacházejí se zde četné lyžařské sjezdovky a několik lanových drah:
- Lanová dráha Janské Lázně - Černá hora - Černohorská rozsocha
- Lanová dráha Pec pod Sněžkou - Hnědý vrch - Černohorská rozsocha
- Lanová dráha Černý Důl - Saxner - Černohorská rozsocha
- Lanová dráha Černý Důl - U Lomu - Černohorská rozsocha
- Lanová dráha Špindlerův Mlýn - Pláň - Stráženská rozsocha
- Lanová dráha Špindlerův Mlýn - Pláň východ - Stráženská rozsocha
- Lanová dráha Špindlerův Mlýn - Hromovka - Stráženská rozsocha